# 池田将
池田 将（いけだ しょう、1983年6月24日-）は日本の映画監督。映像プロダクション、Sundy inc.の設立メンバー。

## 来歴
1983年東京生まれ。東京都昭島市、福岡県花畑、兵庫県神戸市、東京都昭島市で育つ。私立明法中学高等学校にて6年間過ごし、卒業後は新聞配達をしながら立川美術学院に在学。本予備校の小論文の先生が「映像歳事記 鳥居をくぐり抜けて風」のプロデューサーも務めた小笠原高志氏。東京造形大学デザイン学科映画専攻領域入学後、映画監督・諏訪敦彦に師事し、柏田洋平や吉田光希らと共に映画表現の在り方を日々模索。2008年、卒業制作で制作した『亀』は造形大学造形賞を受賞後、下北沢トリウッドにて劇場公開し監督デビュー。2010年に制作した「ツチノコに合掌」は諸事情により公開中止になる。2013年に制作した『Voyage』は、山形国際ドキュメンタリー映画祭2013年ラフカット部門選出、同映画祭2015年にも日本プログラム部門選出。2014年には鈴木洋平監督作「丸」をプロデュース。2015年には柏田洋平と共に映像プロダクションのサンディ株式会社（Sundy inc.）を設立。2016年、ミニシアターのユジク阿佐ヶ谷にて『映像歳時記 鳥居をくぐり抜けて風』を2ヶ月間ロングラン公開。所属しているサンディ株式会社で製作したドキュメンタリー映画『だってしょうがないじゃない』(坪田義史監督作)のプロデューサーとして配給・上映活動をしている。2020年、岡山県真庭市に移住。地域おこし協力隊を委嘱される。

## フィルモグラフィー

### 監督作品
- 『灰色の魚』(2003年)
- 『えび』(2005年)
- 『くらげ』(2006年)
- 『UFOさま』(2006年)
- 『亀』（2008年、劇場公開作）
- 『ツチノコに合掌』(2010年、未公開）
- 『Voyage』(2013年)
- 『映像歳時記 鳥居をくぐり抜けて風』(2016年劇場公開作）

### プロデュース作品
- 『丸』(2014年)鈴木洋平監督
- 『だってしょうがないじゃない』(2019年)坪田義史監督

### ミュージックビデオ
- 馬喰町バンド3rdアルバム「ゆりかご」MV、(2014年)
- 『まれびとの夢』馬喰町バンド3rdアルバム「ゆりかご」より、(2014年)
- 『許して鰐』馬喰町バンド4thアルバム「遊びましょう」より、(2015年)
- 馬喰町バンド4thアルバム「遊びましょう」MV、(2015年)
- 『いってみよう』馬喰町バンド6thアルバム「メテオ」より、(2017年)